# Senja Pusula
Senja Pusula, född 26 mars 1941 i Pieksämäki, är en finländsk före detta längdskidåkare som tävlade under 1960- och 1970-talet. Hon tog ett OS-brons på 3 x 5 km 1964.